# Terrecotte architettoniche di San Salvatore

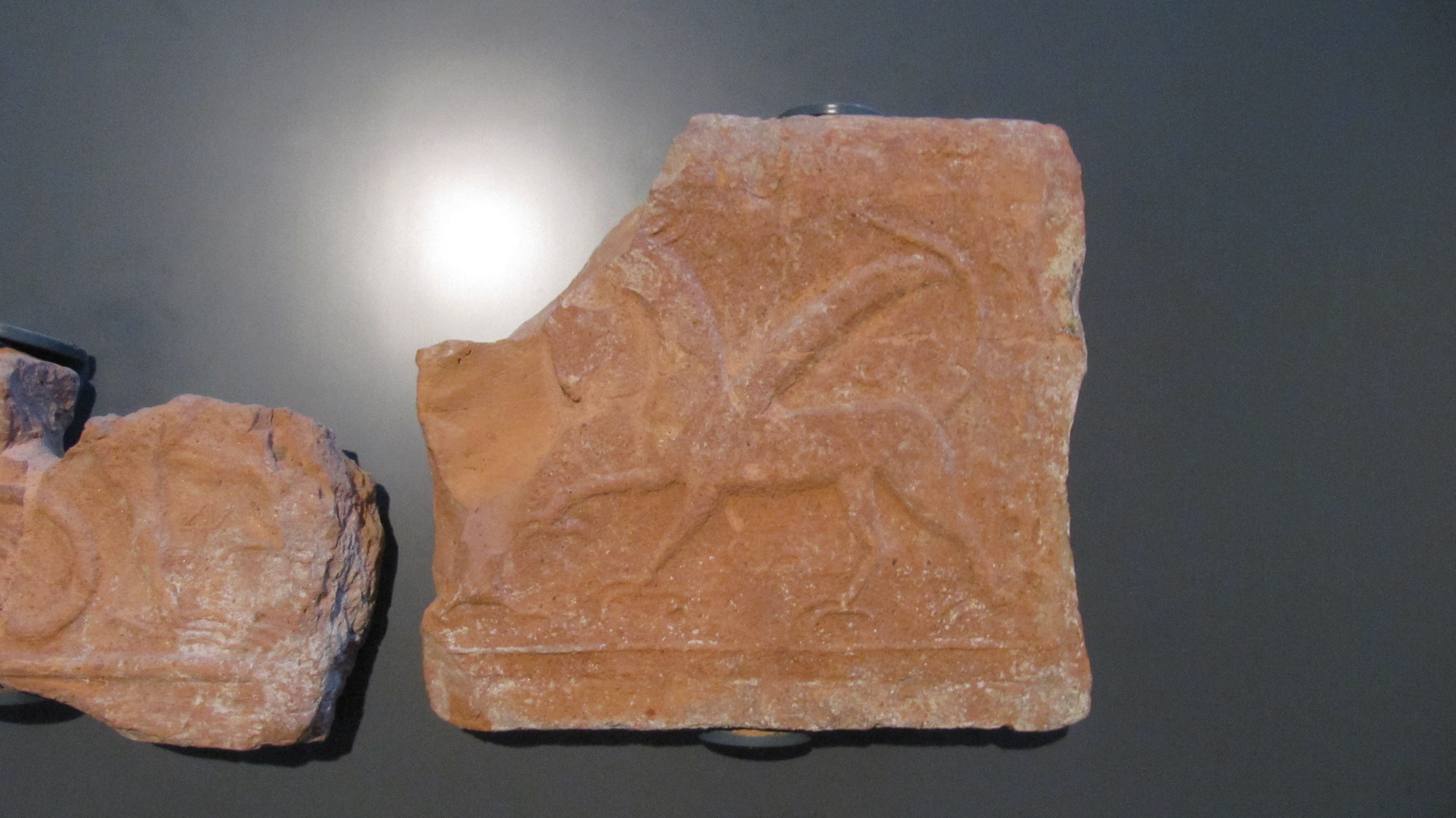
Un frammento con animale fantastico.

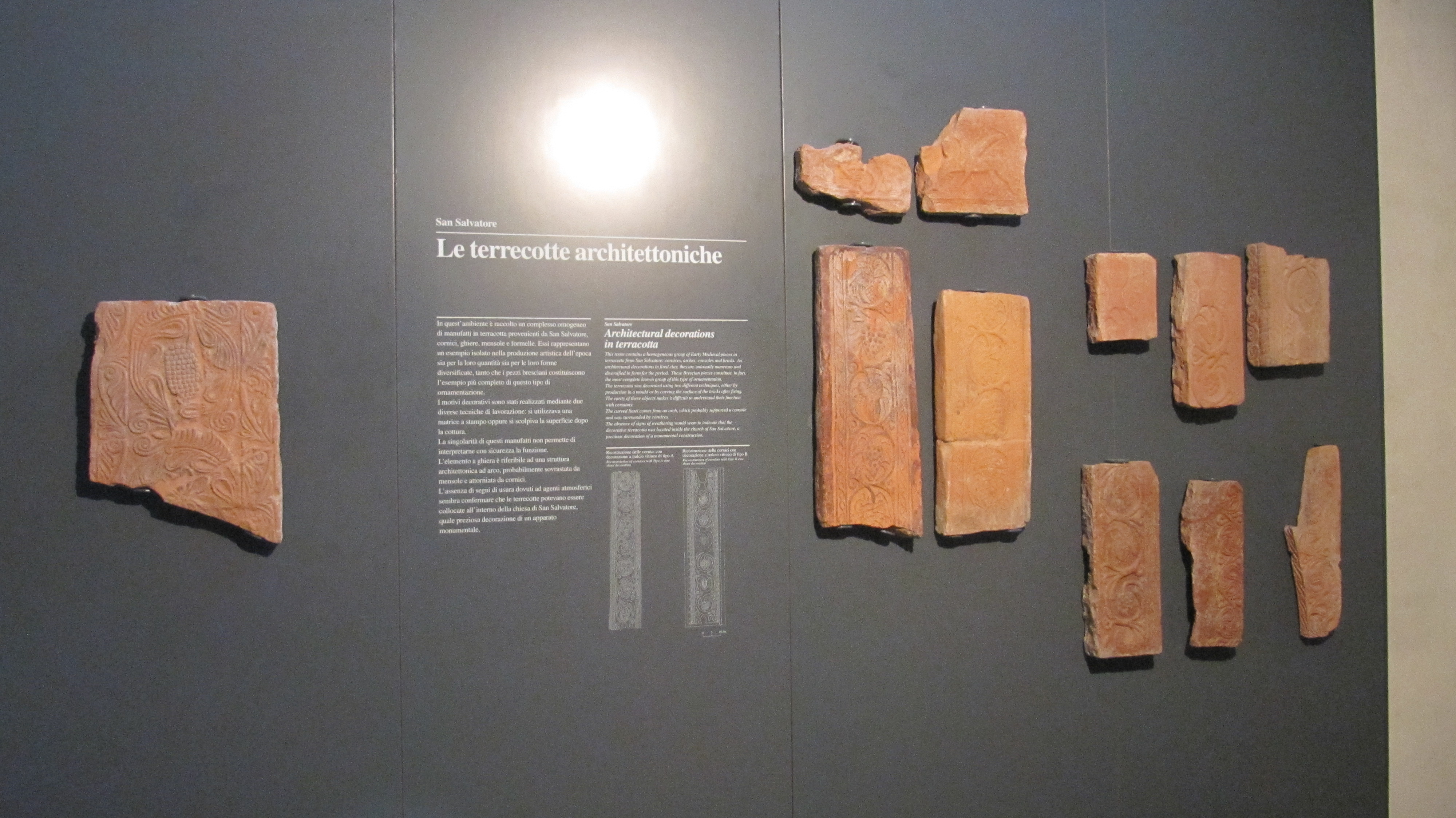
La sezione espositiva.

Le terrecotte architettoniche di San Salvatore sono un gruppo di undici manufatti in terracotta risalenti all'VIII secolo conservato nel museo di Santa Giulia a Brescia e provenienti dall'originale apparato decorativo della chiesa di San Salvatore, nucleo dell'ex monastero di Santa Giulia entro cui ha sede lo stesso museo. I frammenti sono ancora conservati nella chiesa di San Salvatore, nell'ultima cappella in fondo alla navata sinistra, appositamente dedicata alla loro esposizione.

## Storia
Gli undici frammenti sono certamente databili all'VIII secolo e quindi dovevano far parte di un qualche apparato monumentale della chiesa originale, che non è possibile ricostruire, se non congetturando una funzione liturgica o sepolcrale. Ciò è inoltre supportato dall'assenza di corrosione dovuta a fenomeni atmosferici, a dimostrazione che si trattava di una decorazione interna.
Tutti i manufatti sono stati recuperati nell'area della stessa chiesa, durante gli scavi archeologici condotti a più riprese nella seconda metà del XX secolo.

## Descrizione e stile
Le undici terrecotte architettoniche frammentarie possono essere ricondotte a cornici, ghiere, mensole e formelle. Esse rappresentano un caso isolato nella manifattura artistica longobarda e il gruppo bresciano è il più completo esistente di questa particolare forma d'arte. Anche la rarità di altri esempi simili contribuisce a rendere difficoltosa la comprensione della loro funzione originale. Probabilmente si trattava di una struttura ad arco completata da mensole e altre cornici.
L'ornamentazione superficiale, raffigurante girali di vite e altri motivi vegetali, geometrici e animali fantastici, sono stati ottenuti mediante due diverse lavorazioni: per alcuni si è fatto ricorso a stampi, altri sono stati invece direttamente scolpiti sull'elemento cotto.